# Pułk Policji Krakau
Pułk Policji Krakau (niem. Polizei-Regiment Krakau) - jeden z pułków policyjnych Schutzpolizei na terenie Generalnego Gubernatorstwa.
Sformowany w listopadzie 1939. W lipcu 1942 na jego bazie powstał 23 Pułk Policji SS.

## Dowódcy
- Generalleutnant der Polizei Emil Höring (listopad 1939 - styczeń 1940)
- Oberst der Schutzpolizei Hermann Keuper (styczeń 1940 - grudzień 1941)
- Oberstleutnant der Schutzpolizei Gassler (grudzień 1941 - lipiec 1942)

## Skład
- Batalion Policji Krakau I (Polizei-Bataillon Krakau I)
- Batalion Policji Krakau II (Polizei-Bataillon Krakau II)
- Batalion Policji Jaslo (Polizei-Bataillon Jaslo)
- Batalion Policji Reichshof (Polizei-Bataillon Reichshof)